# Gastropoda
Gastéropodes
Classe
Les gastéropodes (Gastropoda, du grec ancien γαστήρ / gastếr, « ventre » et πούς / poús, « pied » : ventre-pied) sont une classe de mollusques caractérisés par la torsion de leur masse viscérale. Ils présentent une très grande diversité de formes mais peuvent se reconnaitre généralement par leur coquille dorsale torsadée et univalve, caractéristique lorsqu’elle est présente. Les gastéropodes constituent le plus grand groupe animal après les insectes : on en dénombre environ 40 000 espèces vivantes, regroupées en 409 familles reconnues, auxquelles s'ajoutent 202 familles disparues, connues à l'état fossile depuis le Cambrien. On les rencontre sur tout le globe, dans tous les milieux à l'exception des régions polaires. Les plus petits gastéropodes sont de taille millimétrique et les larves planctoniques des espèces aquatiques sont microscopiques ; le plus grand gastéropode connu est la « Trompette australienne » qui dépasse 90 cm et peut peser jusqu'à 18 kg.
Ils possèdent un pied et une tête distincts. Leur pied est aplati en une large sole ventrale, servant à la natation ou la reptation, tandis que leur tête comporte des yeux et une radula. L'écologie des gastéropodes est très variée et les espèces peuvent être marines, d'eau douce ou terrestres. Parmi les gastéropodes terrestres se trouvent notamment les escargots et les limaces.

## Historique

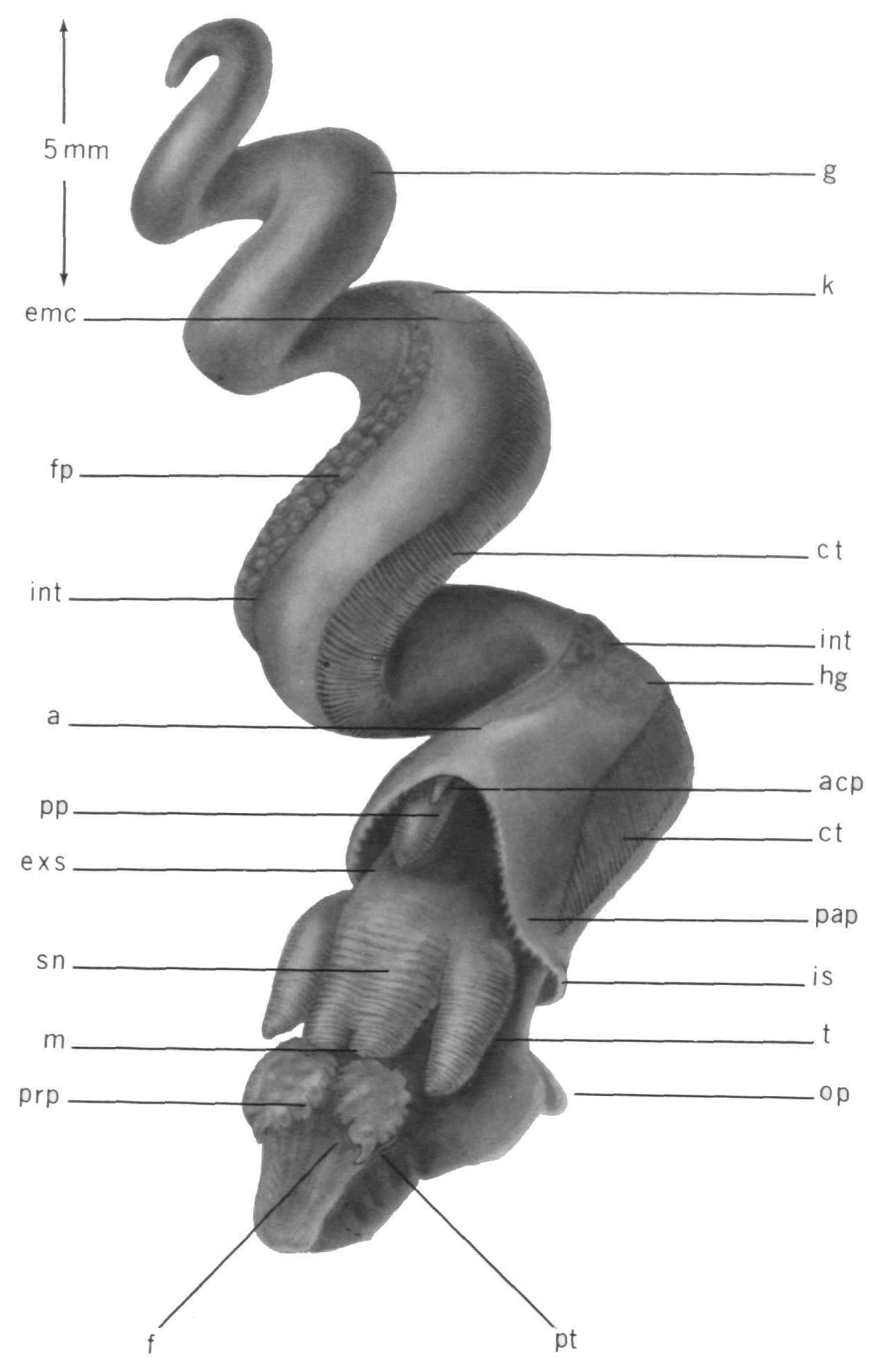
Les gastéropodes sont notamment caractérisés par la torsion de leur masse corporelle et viscérale (ici le corps de Abyssochrysos melanioides)

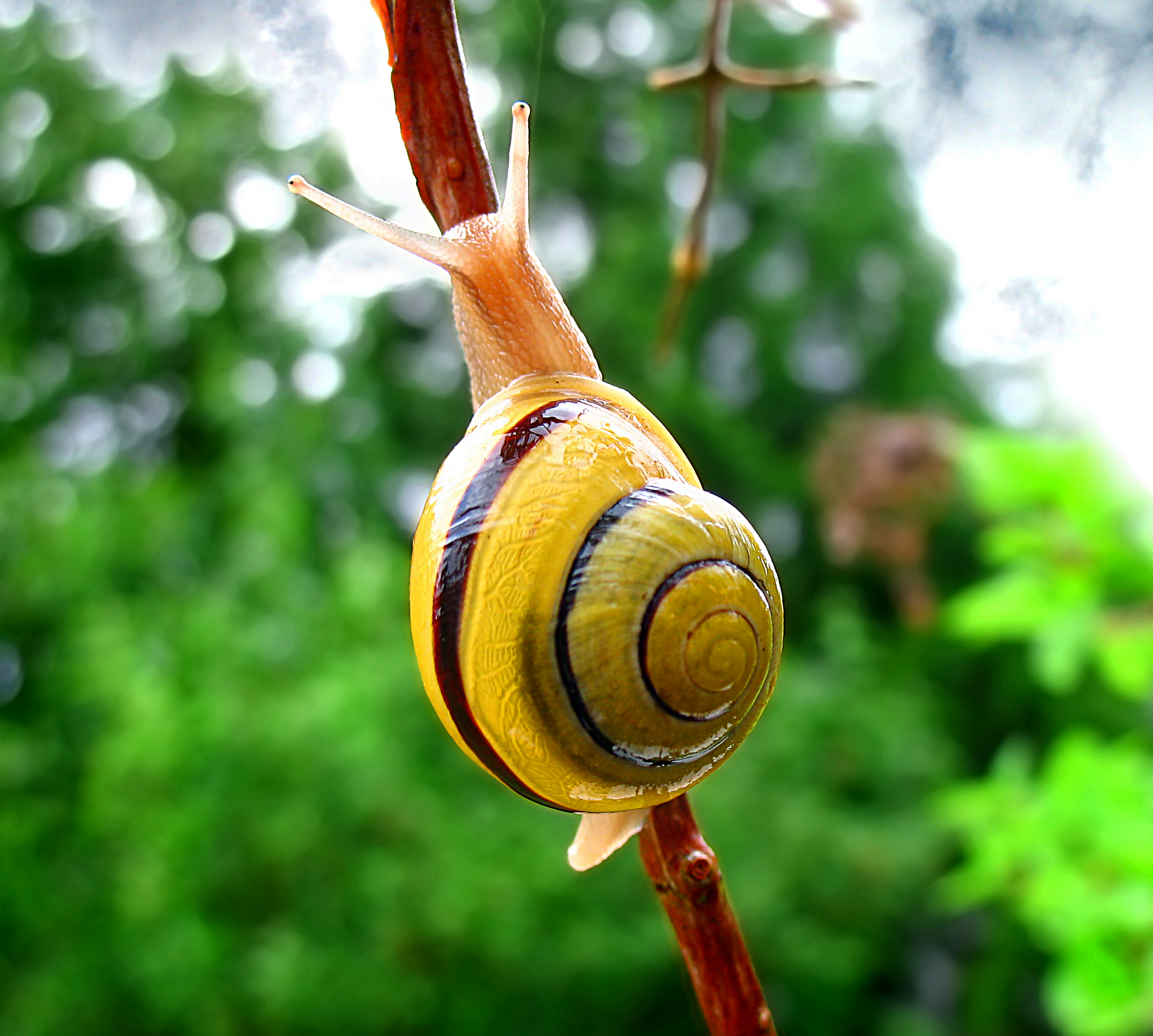
Cepaea hortensis, l'escargot des jardins, l'une des espèces les plus communes en Europe.

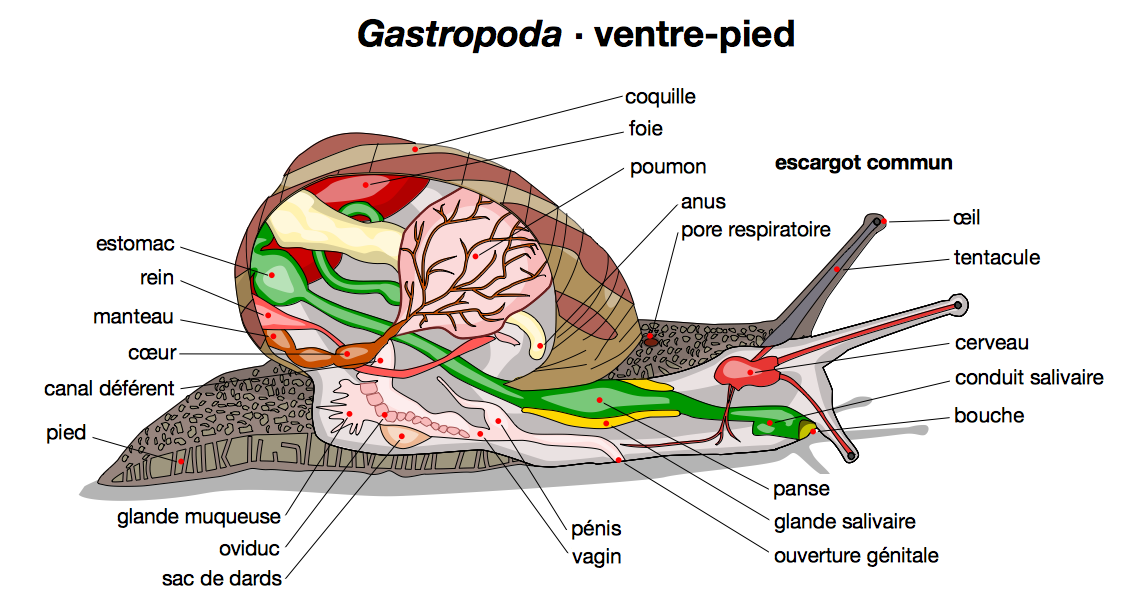
Exemple anatomique de la classe gastropoda.

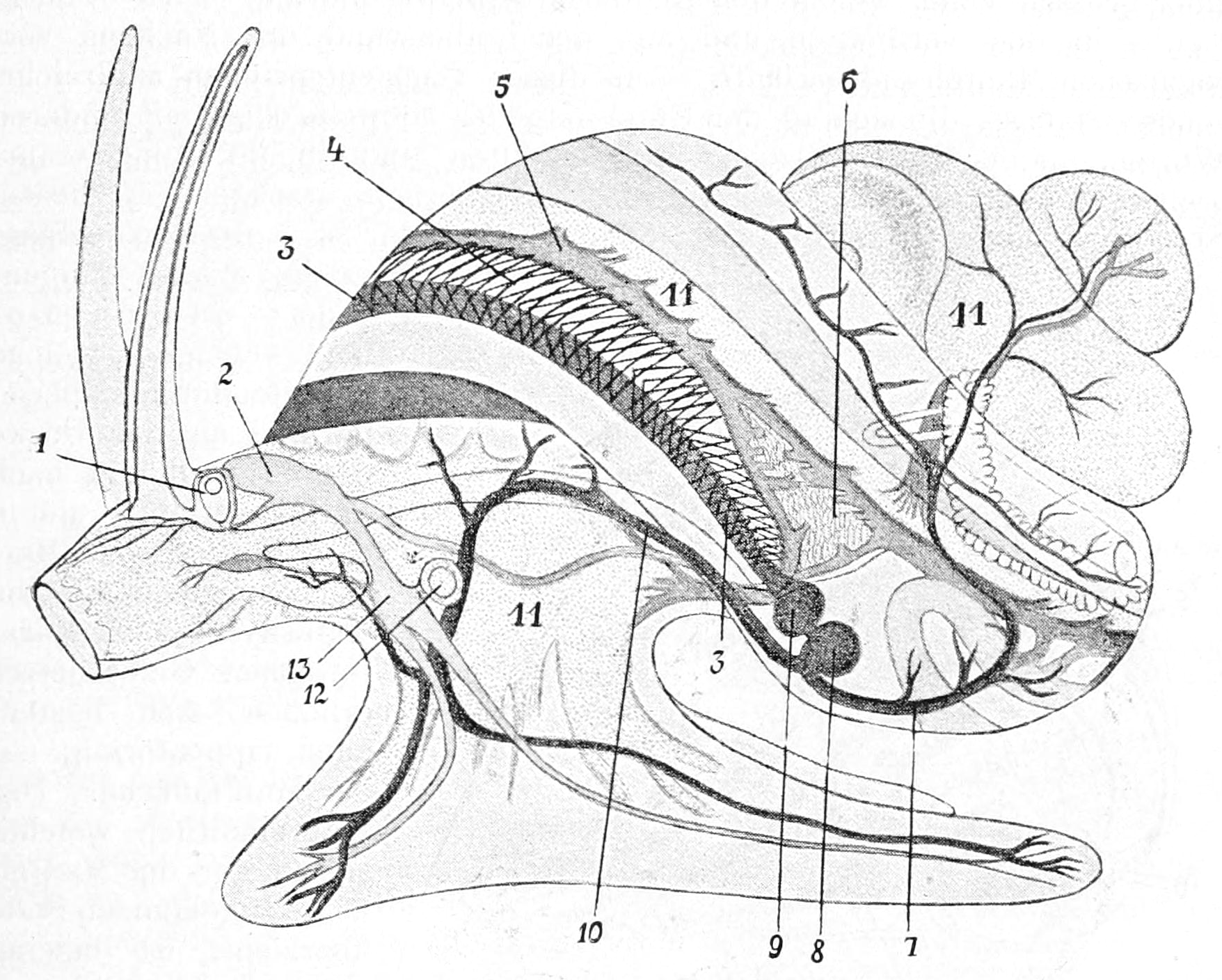
Système circulatoire de Viviparus contectus.

La classe des Gastropoda est décrite en 1795 par le naturaliste français Georges Cuvier,.

### Étymologie
Le terme Gastropoda est formé à partir des mots grecs γαστήρ (gastêr), « ventre, estomac », et πούς (poús), « pied » (via son génitif ποδός (podos), « du pied »). Cela fait référence au fait que le pied des gastéropodes sécrète un mucus proche de la bave, et contient l'ouverture buccale.

## Description
Parmi les mollusques, les gastéropodes sont caractérisés par une coquille univalve, à l'opposé de celle des bivalves.
La perte de la symétrie bilatérale est due à trois phénomènes qui se produisent au cours du développement larvaire : d'abord une flexion endogastrique, liée à l'inégalité de croissance de la masse viscérale dans le sens dorso-ventral et l'allongement du tube digestif, qui provoque une courbure de ce tube, ce qui rapproche les ouvertures buccale et anale du côté ventral. Cette flexion entraîne une saillie de viscères dans une bosse dorsale et le déplacement de la cavité palléale qui devient antérieure (elle s'ouvre toujours du côté ventral), facilitant la respiration branchiale (les sens opposés de circulation de l'eau et du déplacement de l'animal autorisent un taux d'extraction du dioxygène plus élevé). Cette position antérieure de la cavité palléale permet à la tête de trouver protection sous la coquille mais présente le désavantage de l'élimination des déchets du rectum et des reins qui risquent d'encrasser les branchies, ce qui demande des adaptations morphologiques (par exemple chez les archéogastropodes, Pleurotomaria est doté d'une fente et les ormeaux de trous qui permettent à l'eau souillée d'être évacuée à l'arrière de la cavité palléale ; réduction ou perte des branchies, la surface respiratoires se développant sur le manteau, comme chez les patelles dotées de branchies palléales). Dans un second temps, se produisent deux phénomènes indépendants : spiralisation de la masse viscérale hypertrophiée, liée à l'élévation et l'allongement de la bosse dorsale qui s'enroule en hélice, tandis que la pointe de la spire se tourne vers l'avant ; torsion de la masse viscérale et du manteau par rapport à l'ensemble tête-pied (de 180° chez les gastéropodes prosobranches, de 90° chez les opisthobranches chez qui le phénomène correspond à une détorsion), ce qui déplace la cavité palléale vers le côté dorsal (les branchies, l'anus, les orifices génitaux et urinaires se retrouvent au-dessus de la tête). Les gastéropodes pulmonés ont conquis le milieu terrestre : leur cavité palléale est transformée en poumon (escargot). Cependant, certains gastéropodes pulmonés vivent en milieu aquatique (planorbes, lymnées, etc.).
Les gastéropodes sont des animaux presque toujours asymétriques, dont le corps est divisé en trois régions distinctes :
- En avant, la tête, presque toujours munie de tentacules, portant des yeux à leur extrémité ou à leur base.
- Ventralement, un pied élargi en un disque reptateur, ou parfois transformé en organe de natation.
- Dorsalement, une masse viscérale, parfois nue mais très généralement enfermée dans une coquille d'une seule pièce.

La coquille des gastéropodes, le plus souvent en spirale (quelques exceptions : la patelle — coquille en forme de chapeau chinois — ou la limace de mer — où la coquille est interne —), est éminemment variable en forme, grandeur et coloris. Il en est dont l'ouverture est fermée par une pièce mobile cornée ou calcaire, l'opercule, pièce absente chez d'autres. Certaines coquilles sont utilisées pour la fabrication d'objets en nacre, et quelques espèces produisent des perles qui ne sont pas sans valeur.

## Reproduction
Ces mollusques sont unisexués ou hermaphrodites, ovipares ou vivipares. La plupart des gastéropodes sont hermaphrodites. Les deux individus connectent leurs dards et s'échangent mutuellement des gamètes mâles, qui viendront féconder leurs gamètes femelles. Contrairement à la plupart des autres animaux, les gastéropodes ovotestis ne se différencient jamais, ce qui leur permet de produire à la fois des ovules et du sperme. Ils possèdent des dards d'amour qui leur servent à se reproduire,.
Le développement comprend généralement un stade pendant lequel la larve, pourvue d'une petite coquille spirale operculée et d'un voile cilié, nage librement. C'est la larve trochophore caractéristique des mollusques, mais qui manque chez les gastéropodes terrestres.

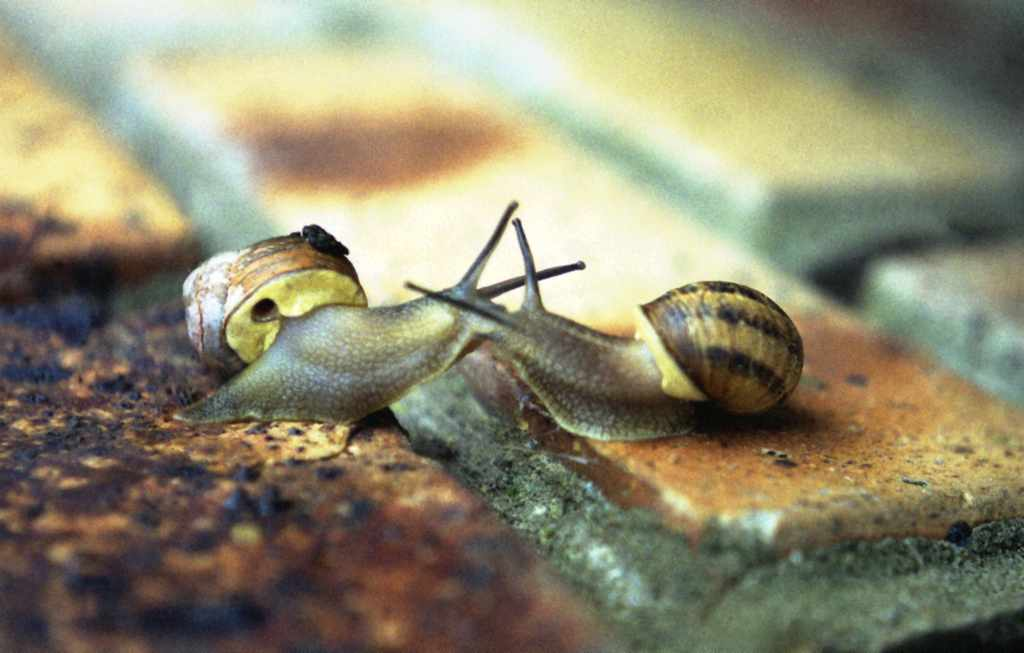
Deux escargots font connaissance avant de s'accoupler.
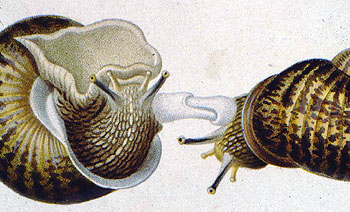
Connexion des dards au moment de l'accouplement (illustration par Férussac en 1820.)

## Habitat
La plupart des gastéropodes vivent dans la mer (comme les patelles, les buccins), et peuvent même être pélagiques (ptéropodes). D'autres sont terrestres, comme les limaces et les escargots, ou habitent les eaux douces, comme les paludines et les lymnées.

## Histoire évolutive
Les gastéropodes apparaissent dans le registre fossile il y a environ 600 millions d'années. Ce sont les seuls mollusques à avoir aussi colonisé la terre ferme. L'histoire évolutive des gastéropodes est connue par l'évolution des formes de leurs coquilles.

## Classification
- mollusques
  - solénogastres
  - caudofovéates
  - eumollusques
    - polyplacophores
    - conchifères
      - monoplacophores
      - ganglioneures
        - viscéroconques
          - gastéropodes
          - céphalopodes

        - diasomes
          - bivalves
          - scaphopodes

## Phylogénie
Les études phylogénétiques suggèrent que les convergences évolutives sont très nombreuses au sein du groupe. La phylogénie moderne, basée sur le séquençage de l'ADN, a été proposée en 1997 par Ponder & Lindberg. Puis une autre, plus précise, l'a été par Bouchet & Rocroi en 2005.

### Anciennes sous-classes
Dans l'ancienne classification, par exemple celle de Johannes Thiele (1929-1935), trois sous-classes étaient définies :
- les Prosobranchia essentiellement marins, qui ont les branchies à l'avant du corps, en face du cœur.
- les Opisthobranchia tous marins, qui ont les branchies à l'arrière du corps, comme les Ptéropodes, qui sont adaptés à la vie pélagique.
- les Pulmonata avec un poumon au lieu de branchies mais dont certains (limnées par exemple) sont retournés à la vie aquatique.

Auxquelles il convenait de rajouter celle des Gymnomorpha, les gastéropodes sans coquilles.

### Sous-taxons actuels
Selon World Register of Marine Species (24 octobre 2014) :
- sous-classe Caenogastropoda Cox, 1960
  - ordre Architaenioglossa Haller, 1890
  - ordre Littorinimorpha Golikov & Starobogatov, 1975
  - ordre Neogastropoda Thiele, 1929
  - Caenogastropoda non classés
- sous-classe Cocculiniformia Haszprunar, 1987
  - super-famille Cocculinoidea Dall, 1882
- sous-classe Heterobranchia J.E. Gray, 1840
  - infra-classe Opisthobranchia Milne-Edwards, 1848
    - ordre Acochlidiacea
    - ordre Anaspidea
    - ordre Cephalaspidea
    - ordre Gymnosomata
    - ordre Nudibranchia
    - ordre Pleurobranchomorpha
    - ordre Runcinacea
    - ordre Sacoglossa
    - ordre Thecosomata
    - ordre Umbraculida

  - infra-classe Pulmonata Cuvier in Blainville, 1814
    - ordre Hygrophila
    - ordre Stylommatophora
    - ordre Systellommatophora
    - Pulmonata non classés

  - Heterobranchia non classés
- sous-classe Neomphalina
  - super-famille Neomphaloidea McLean, 1981
- sous-classe Neritimorpha
  - ordre Cycloneritimorpha
  - ordre Cyrtoneritimorpha †
- sous-classe Patellogastropoda
  - super-famille Eoacmaeoidea Nakano & Ozawa, 2007
  - super-famille Lottioidea Gray, 1840
  - super-famille Patelloidea Rafinesque, 1815
- sous-classe Trochida
  - super-famille Trochoidea Rafinesque, 1815
- sous-classe Vetigastropoda
  - super-famille Angarioidea Gray, 1857
  - super-famille Fissurelloidea Fleming, 1822
  - super-famille Haliotoidea Rafinesque, 1815
  - super-famille Lepetelloidea Dall, 1882
  - super-famille Lepetodriloidea McLean, 1988
  - super-famille Phasianelloidea Swainson, 1840
  - super-famille Pleurotomarioidea Swainson, 1840
  - super-famille Scissurelloidea Gray, 1847
  - super-famille Seguenzioidea Verrill, 1884
  - Vetigastropoda non classés
- Gastropoda incertae sedis

### Phylogénie
Un cladogramme montrant les relations phylogéniques des Gastropoda :
|  | \| \| Panpulmonata \| \| \| \| \| \| Euopisthobranchia \| \| \| \| |
|  |                                                                    |
|  | Nudipleura                                                         |
|  |                                                                    |
|  | Panpulmonata                                                       |
|  |                                                                    |
|  | Euopisthobranchia                                                  |
|  |                                                                    |

|  | Panpulmonata      |
|  |                   |
|  | Euopisthobranchia |
|  |                   |

|  | \| \| Panpulmonata \| \| \| \| \| \| Euopisthobranchia \| \| \| \| |
|  |                                                                    |
|  | Nudipleura                                                         |
|  |                                                                    |
|  | Panpulmonata                                                       |
|  |                                                                    |
|  | Euopisthobranchia                                                  |
|  |                                                                    |

|  | Panpulmonata      |
|  |                   |
|  | Euopisthobranchia |
|  |                   |

|  | \| \| Panpulmonata \| \| \| \| \| \| Euopisthobranchia \| \| \| \| |
|  |                                                                    |
|  | Nudipleura                                                         |
|  |                                                                    |
|  | Panpulmonata                                                       |
|  |                                                                    |
|  | Euopisthobranchia                                                  |
|  |                                                                    |

|  | Panpulmonata      |
|  |                   |
|  | Euopisthobranchia |
|  |                   |

|  | \| \| Panpulmonata \| \| \| \| \| \| Euopisthobranchia \| \| \| \| |
|  |                                                                    |
|  | Nudipleura                                                         |
|  |                                                                    |
|  | Panpulmonata                                                       |
|  |                                                                    |
|  | Euopisthobranchia                                                  |
|  |                                                                    |

|  | Panpulmonata      |
|  |                   |
|  | Euopisthobranchia |
|  |                   |

|  | \| \| Panpulmonata \| \| \| \| \| \| Euopisthobranchia \| \| \| \| |
|  |                                                                    |
|  | Nudipleura                                                         |
|  |                                                                    |
|  | Panpulmonata                                                       |
|  |                                                                    |
|  | Euopisthobranchia                                                  |
|  |                                                                    |

|  | Panpulmonata      |
|  |                   |
|  | Euopisthobranchia |
|  |                   |

|  | \| \| Panpulmonata \| \| \| \| \| \| Euopisthobranchia \| \| \| \| |
|  |                                                                    |
|  | Nudipleura                                                         |
|  |                                                                    |
|  | Panpulmonata                                                       |
|  |                                                                    |
|  | Euopisthobranchia                                                  |
|  |                                                                    |

|  | Panpulmonata      |
|  |                   |
|  | Euopisthobranchia |
|  |                   |

|  | \| \| Panpulmonata \| \| \| \| \| \| Euopisthobranchia \| \| \| \| |
|  |                                                                    |
|  | Nudipleura                                                         |
|  |                                                                    |
|  | Panpulmonata                                                       |
|  |                                                                    |
|  | Euopisthobranchia                                                  |
|  |                                                                    |

|  | Panpulmonata      |
|  |                   |
|  | Euopisthobranchia |
|  |                   |

|  | \| \| Panpulmonata \| \| \| \| \| \| Euopisthobranchia \| \| \| \| |
|  |                                                                    |
|  | Nudipleura                                                         |
|  |                                                                    |
|  | Panpulmonata                                                       |
|  |                                                                    |
|  | Euopisthobranchia                                                  |
|  |                                                                    |

|  | Panpulmonata      |
|  |                   |
|  | Euopisthobranchia |
|  |                   |

|  | \| \| Panpulmonata \| \| \| \| \| \| Euopisthobranchia \| \| \| \| |
|  |                                                                    |
|  | Nudipleura                                                         |
|  |                                                                    |
|  | Panpulmonata                                                       |
|  |                                                                    |
|  | Euopisthobranchia                                                  |
|  |                                                                    |

|  | Panpulmonata      |
|  |                   |
|  | Euopisthobranchia |
|  |                   |

|  | \| \| Panpulmonata \| \| \| \| \| \| Euopisthobranchia \| \| \| \| |
|  |                                                                    |
|  | Nudipleura                                                         |
|  |                                                                    |
|  | Panpulmonata                                                       |
|  |                                                                    |
|  | Euopisthobranchia                                                  |
|  |                                                                    |

|  | Panpulmonata      |
|  |                   |
|  | Euopisthobranchia |
|  |                   |

|  | \| \| Panpulmonata \| \| \| \| \| \| Euopisthobranchia \| \| \| \| |
|  |                                                                    |
|  | Nudipleura                                                         |
|  |                                                                    |
|  | Panpulmonata                                                       |
|  |                                                                    |
|  | Euopisthobranchia                                                  |
|  |                                                                    |

|  | Panpulmonata      |
|  |                   |
|  | Euopisthobranchia |
|  |                   |

|  | \| \| Panpulmonata \| \| \| \| \| \| Euopisthobranchia \| \| \| \| |
|  |                                                                    |
|  | Nudipleura                                                         |
|  |                                                                    |
|  | Panpulmonata                                                       |
|  |                                                                    |
|  | Euopisthobranchia                                                  |
|  |                                                                    |

|  | Panpulmonata      |
|  |                   |
|  | Euopisthobranchia |
|  |                   |

|  | \| \| Panpulmonata \| \| \| \| \| \| Euopisthobranchia \| \| \| \| |
|  |                                                                    |
|  | Nudipleura                                                         |
|  |                                                                    |
|  | Panpulmonata                                                       |
|  |                                                                    |
|  | Euopisthobranchia                                                  |
|  |                                                                    |

|  | Panpulmonata      |
|  |                   |
|  | Euopisthobranchia |
|  |                   |

|  | \| \| Panpulmonata \| \| \| \| \| \| Euopisthobranchia \| \| \| \| |
|  |                                                                    |
|  | Nudipleura                                                         |
|  |                                                                    |
|  | Panpulmonata                                                       |
|  |                                                                    |
|  | Euopisthobranchia                                                  |
|  |                                                                    |

|  | Panpulmonata      |
|  |                   |
|  | Euopisthobranchia |
|  |                   |

|  | \| \| Panpulmonata \| \| \| \| \| \| Euopisthobranchia \| \| \| \| |
|  |                                                                    |
|  | Nudipleura                                                         |
|  |                                                                    |
|  | Panpulmonata                                                       |
|  |                                                                    |
|  | Euopisthobranchia                                                  |
|  |                                                                    |

|  | Panpulmonata      |
|  |                   |
|  | Euopisthobranchia |
|  |                   |

|  | \| \| Panpulmonata \| \| \| \| \| \| Euopisthobranchia \| \| \| \| |
|  |                                                                    |
|  | Nudipleura                                                         |
|  |                                                                    |
|  | Panpulmonata                                                       |
|  |                                                                    |
|  | Euopisthobranchia                                                  |
|  |                                                                    |

|  | Panpulmonata      |
|  |                   |
|  | Euopisthobranchia |
|  |                   |

Les Cocculiniformia, les Neomphalina et les Heterobranchia basaux ne sont pas inclus dans le cladogramme ci-dessus.

### Classification de Ponder & Lindberg (1997)
Cette classification est issue de la volonté de faire concorder au sein du même arbre la classification traditionnelle et les avancées en termes de génétique. Elle est polémique, car des choix de positionnement relatifs de ces groupes doivent être faits.

### Classification de Bouchet & Rocroi (2005)
Cette classification regroupe les 611 familles reconnues, parmi lesquelles 202 sont exclusivement fossiles. Lorsque la phylogénie n'est pas connue, le taxon est noté « groupe informel ». Cette nouvelle classification a essayé de concilier les dernières avancées en génétique en utilisant le système des clades, avec positionnement des taxons au-dessus du rang de super-famille (en remplacement des rangs sous-ordre, ordre, Super-ordre et sous-classe), tout en utilisant la méthode linnéenne pour tous les taxons en dessous du rang de superfamille. Chaque fois que la monophylie n'a pas été testée ou est connue pour être paraphylétiques ou polyphylétique, le terme « groupe » ou « groupe informel » a été utilisé. La classification des familles en sous-familles est cependant souvent mal résolue et devrait être considérée uniquement comme la meilleure hypothèse possible.

## Galerie

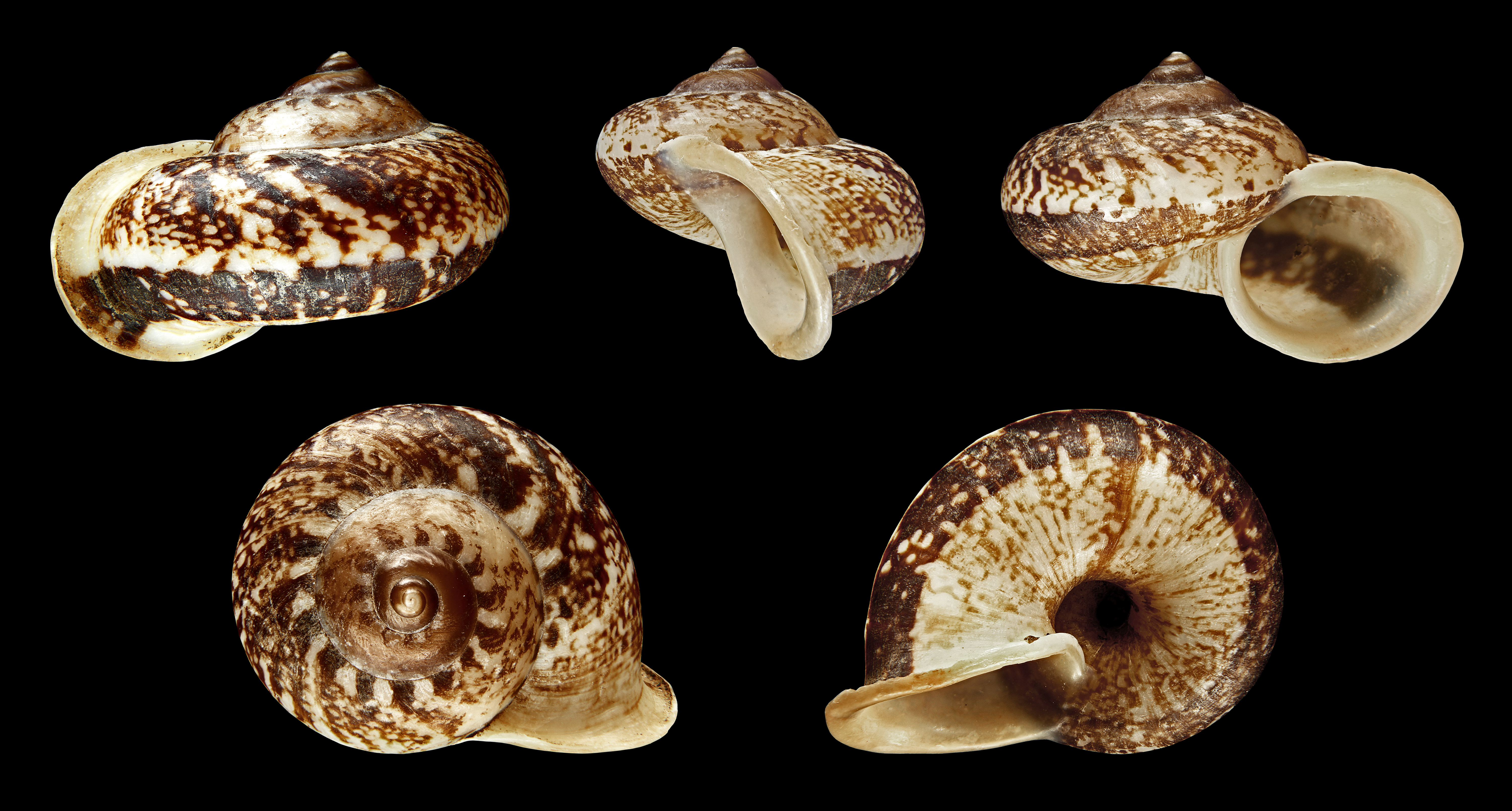
Cyclophorus perdix, un Architaenioglossa
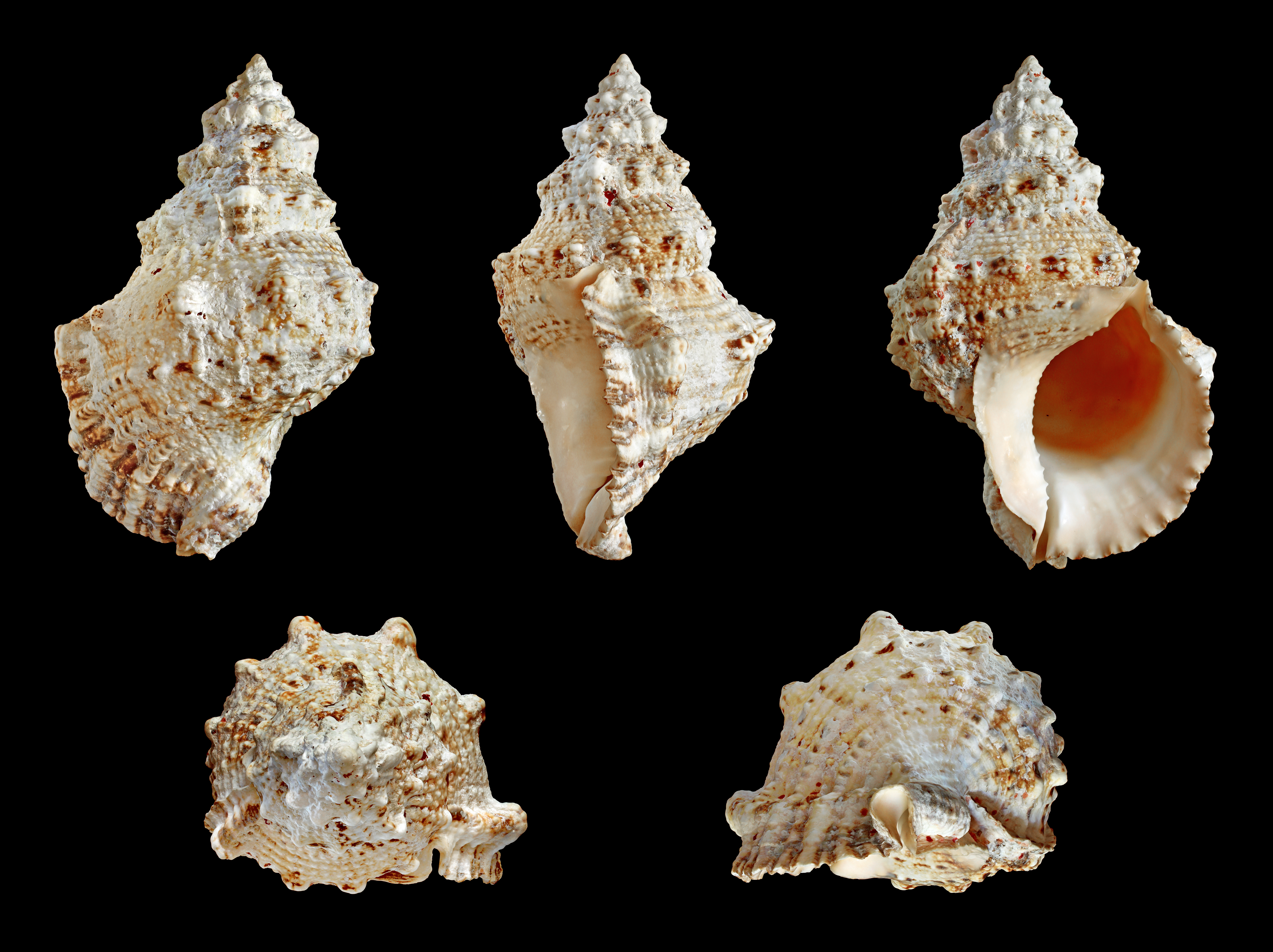
Tutufa bubo, un Littorinimorpha (ou un Neotaenioglossa)
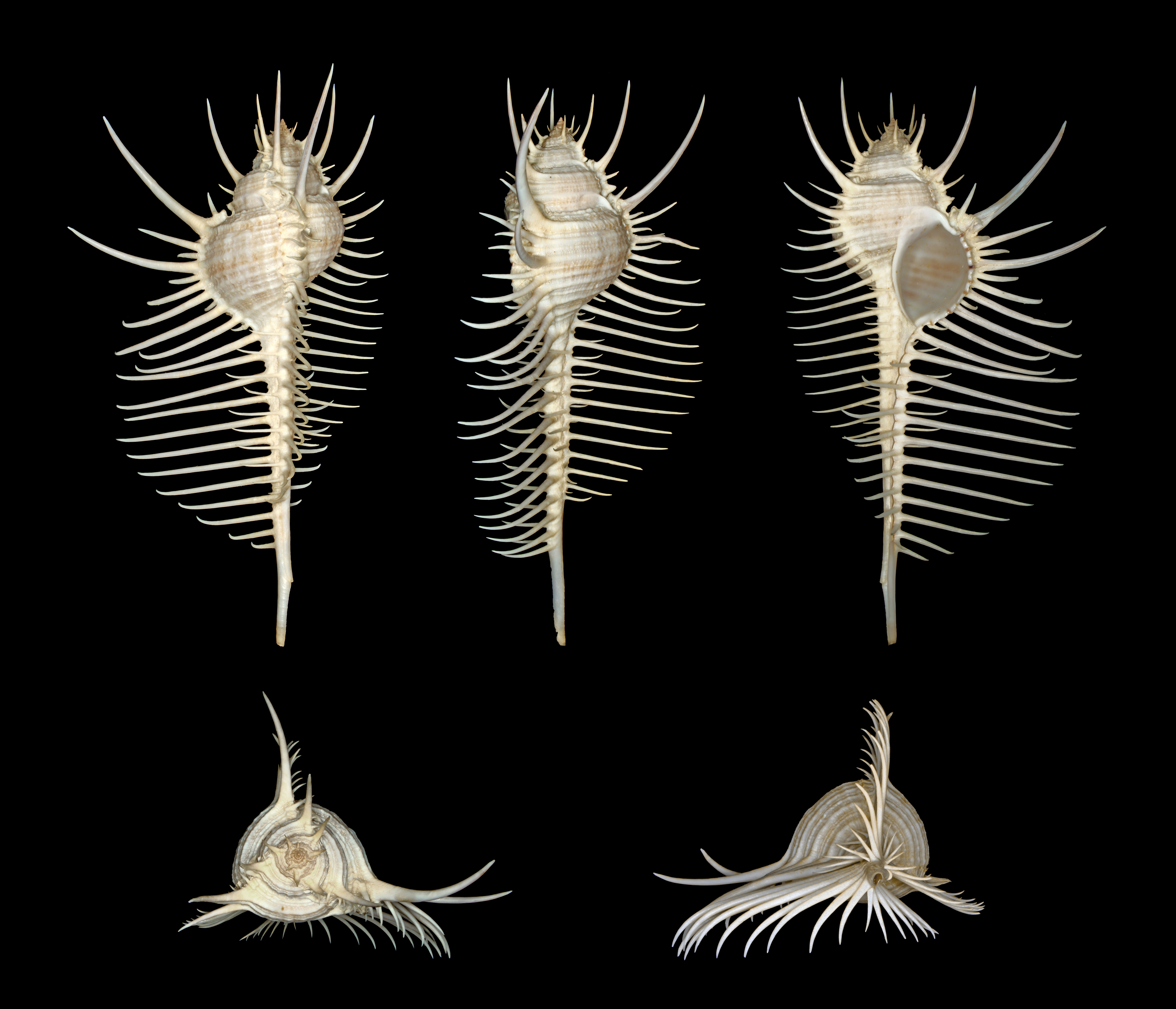
Murex pecten, un Neogastropoda
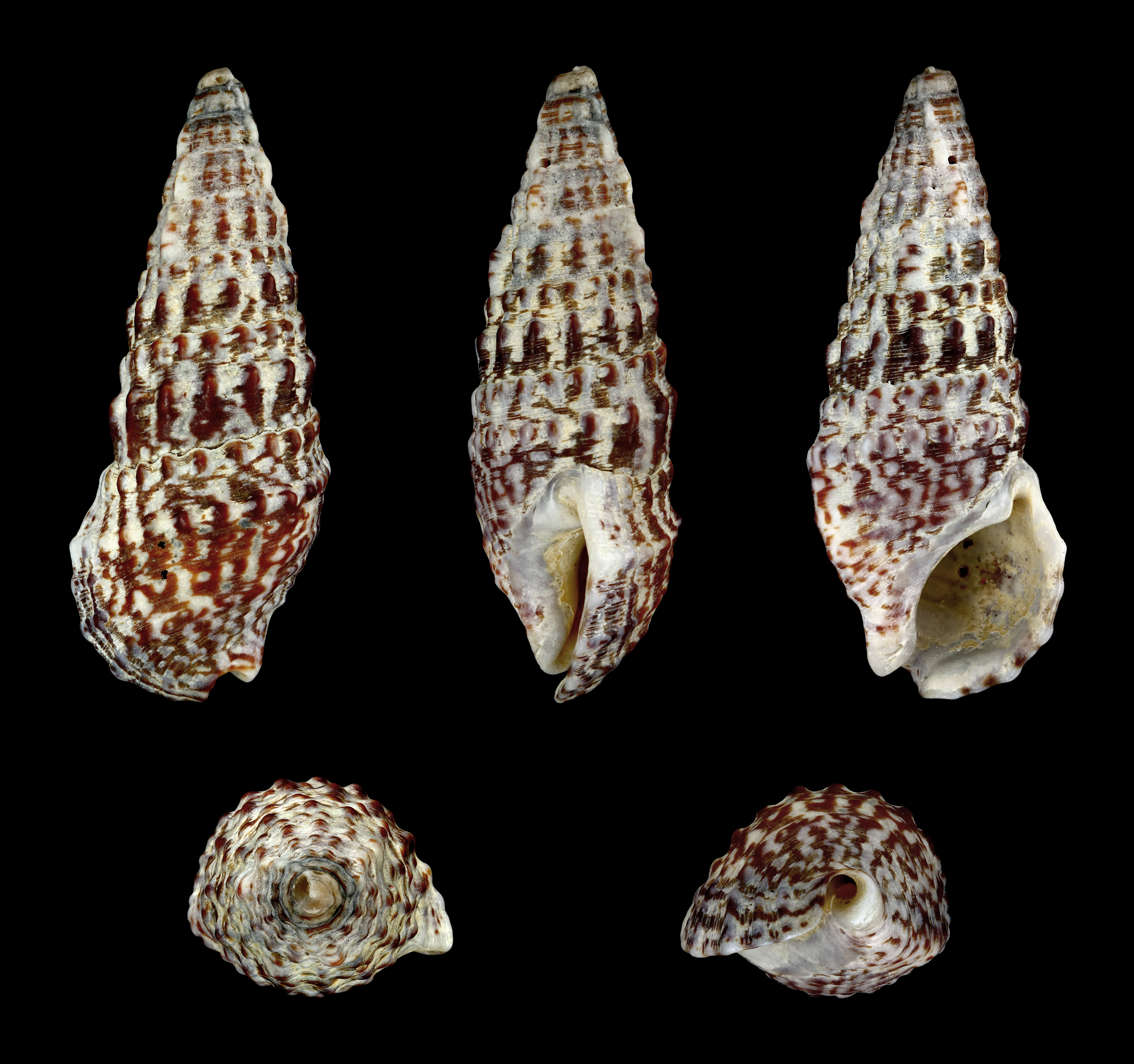
Cerithium vulgatum, un Cerithioidea (Caenogastropoda non-assigné)
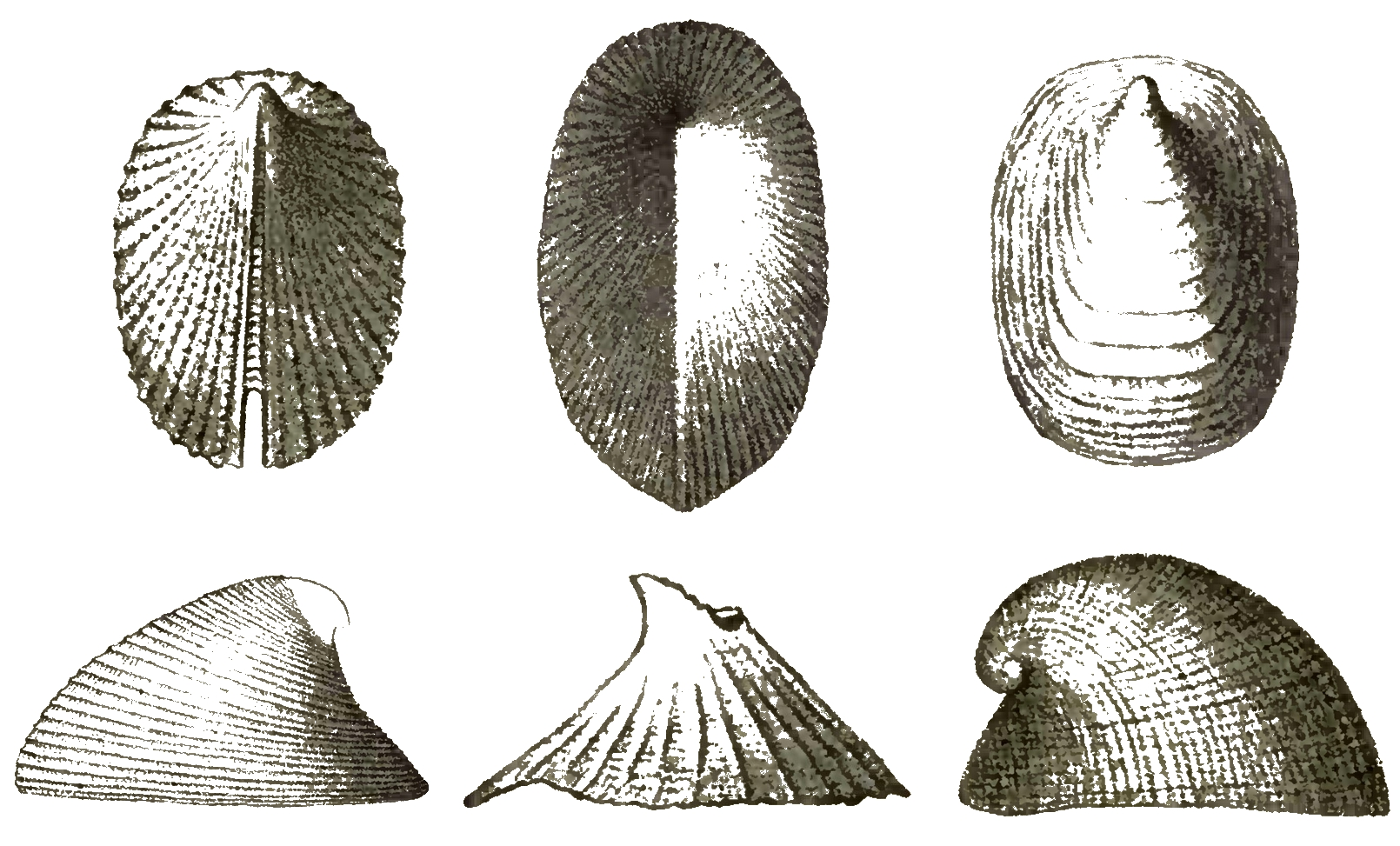
Schéma de Cocculiniformia
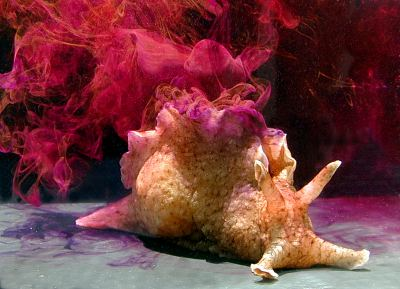
Aplysia californica, un Anaspidea
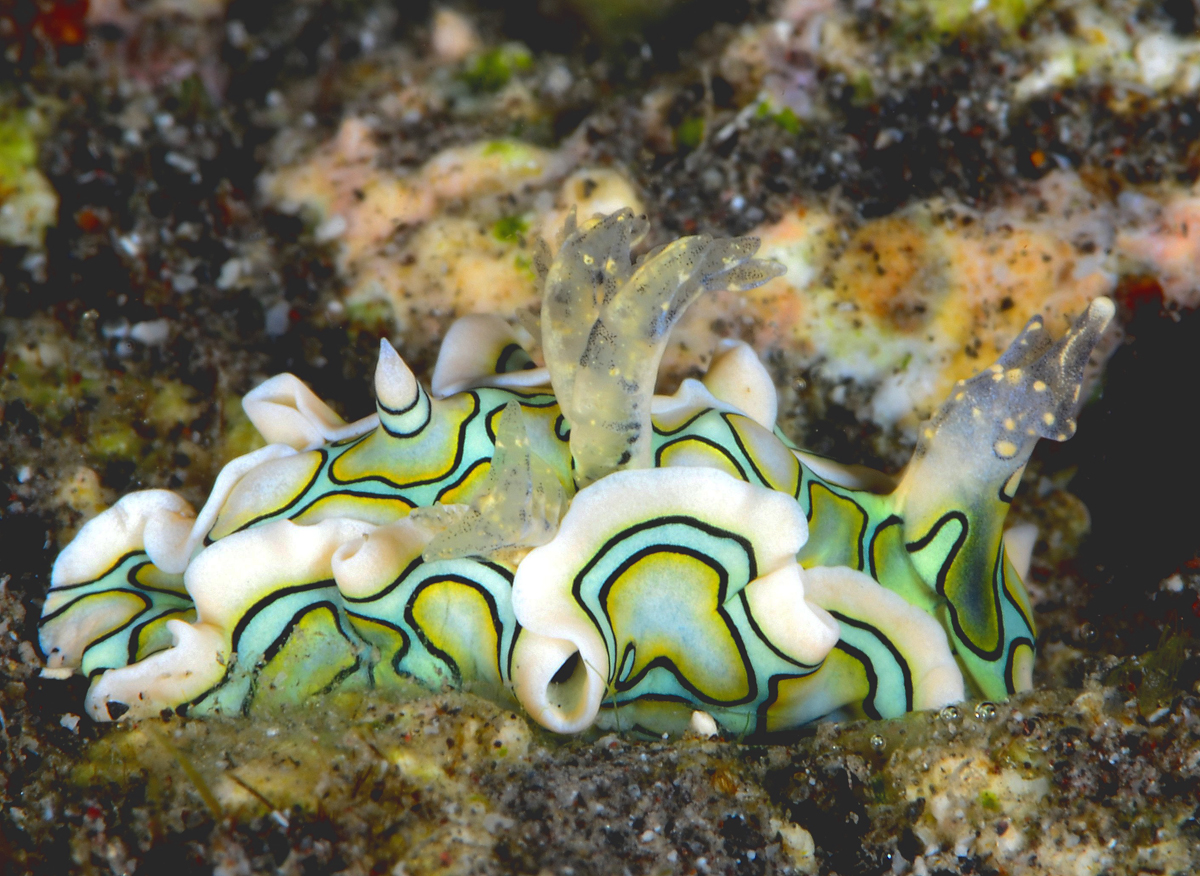
Sagaminopteron psychedelicum, un Cephalaspidea
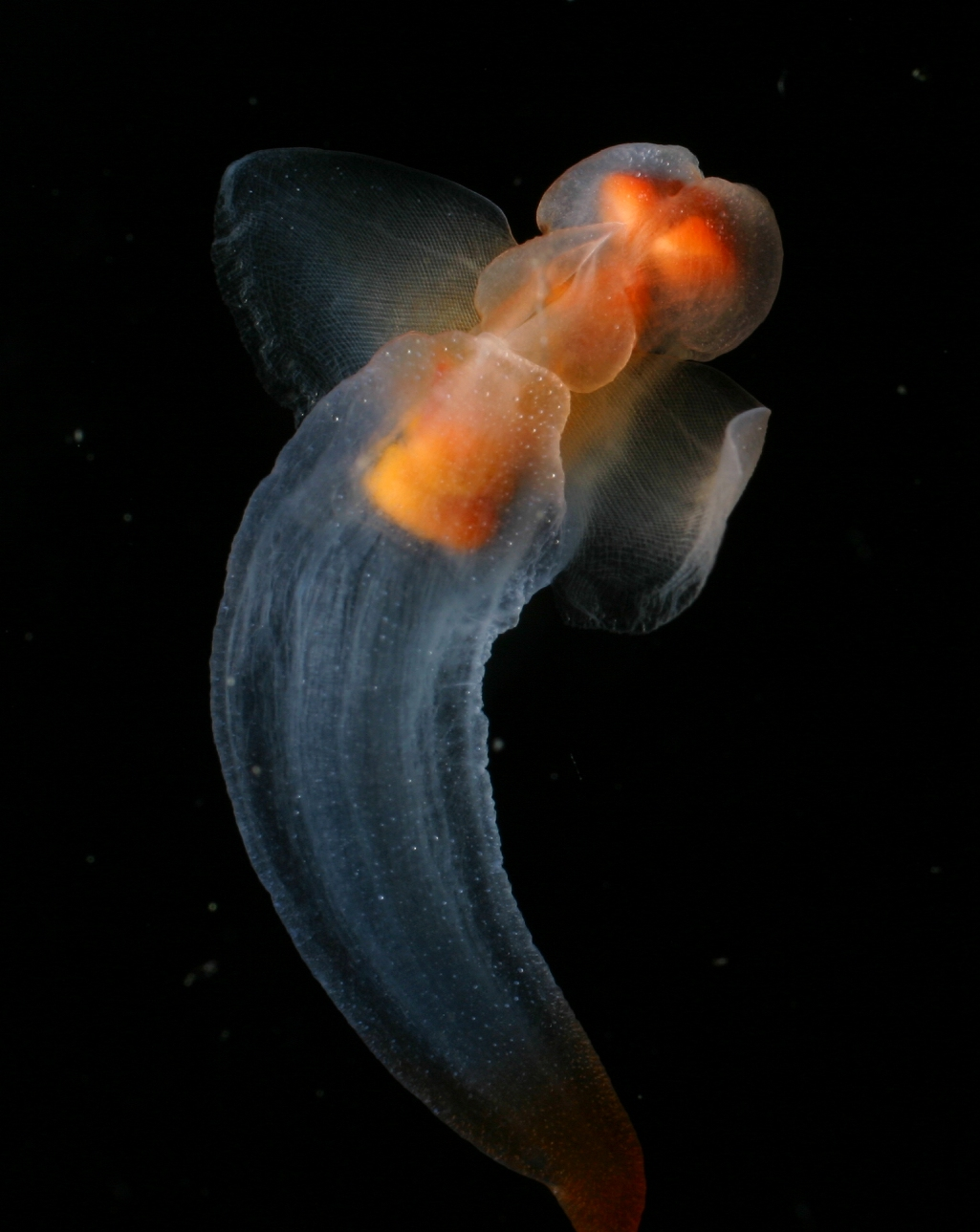
Clione limacina, un Gymnosomata
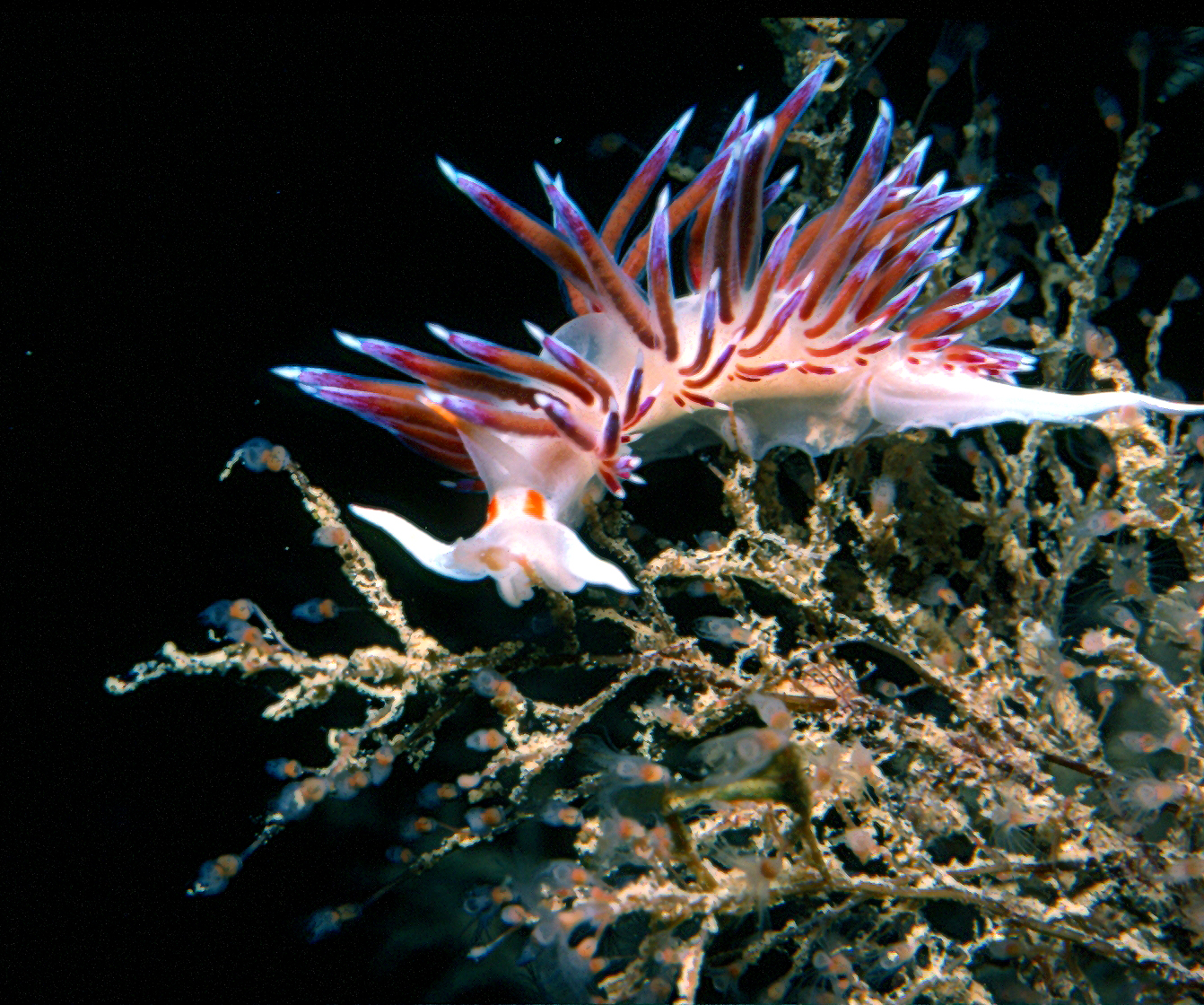
Cratena peregrina, un Nudibranchia
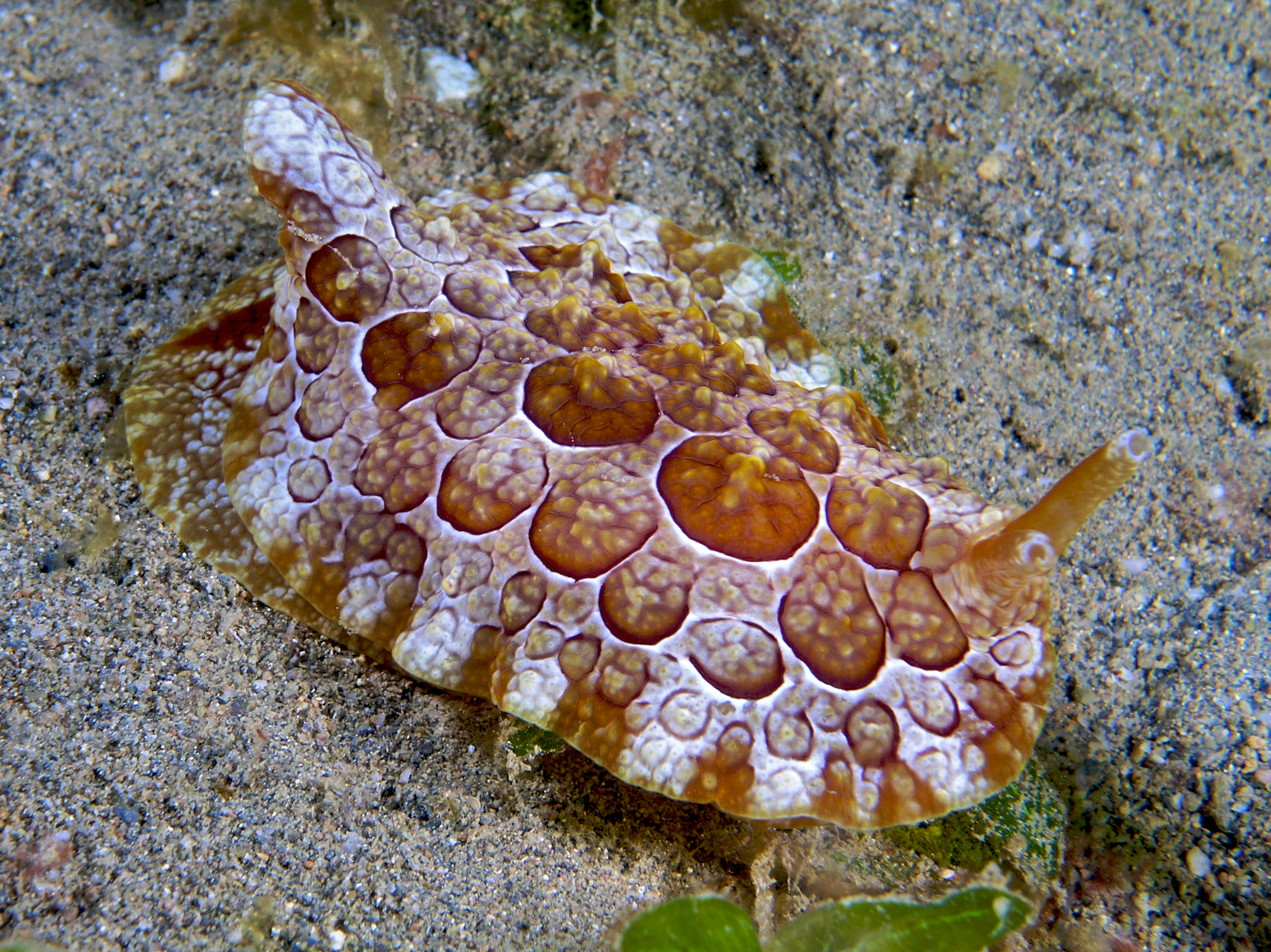
Pleurobranchus forskali, un Pleurobranchomorpha
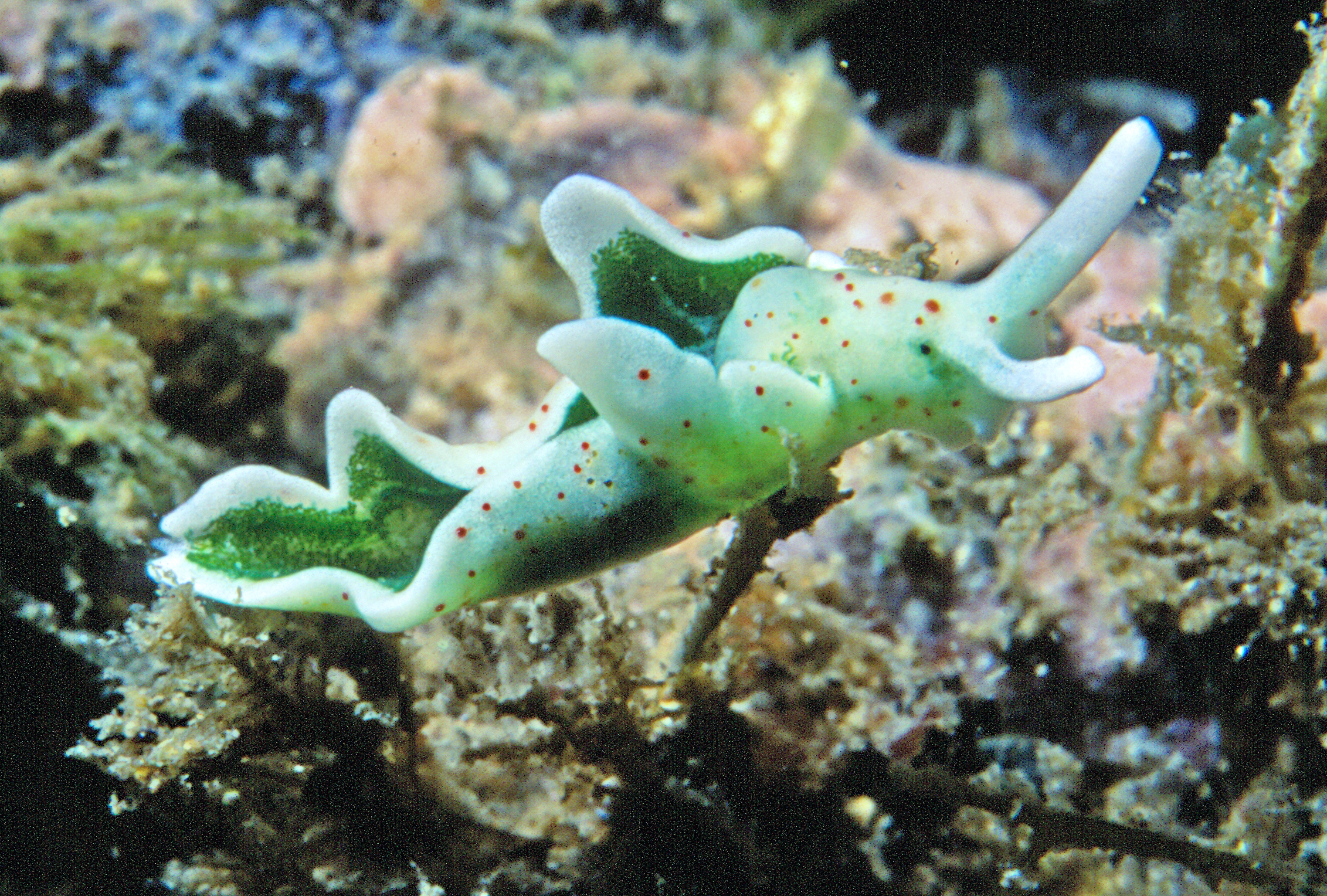
Elysia timida, un Sacoglossa
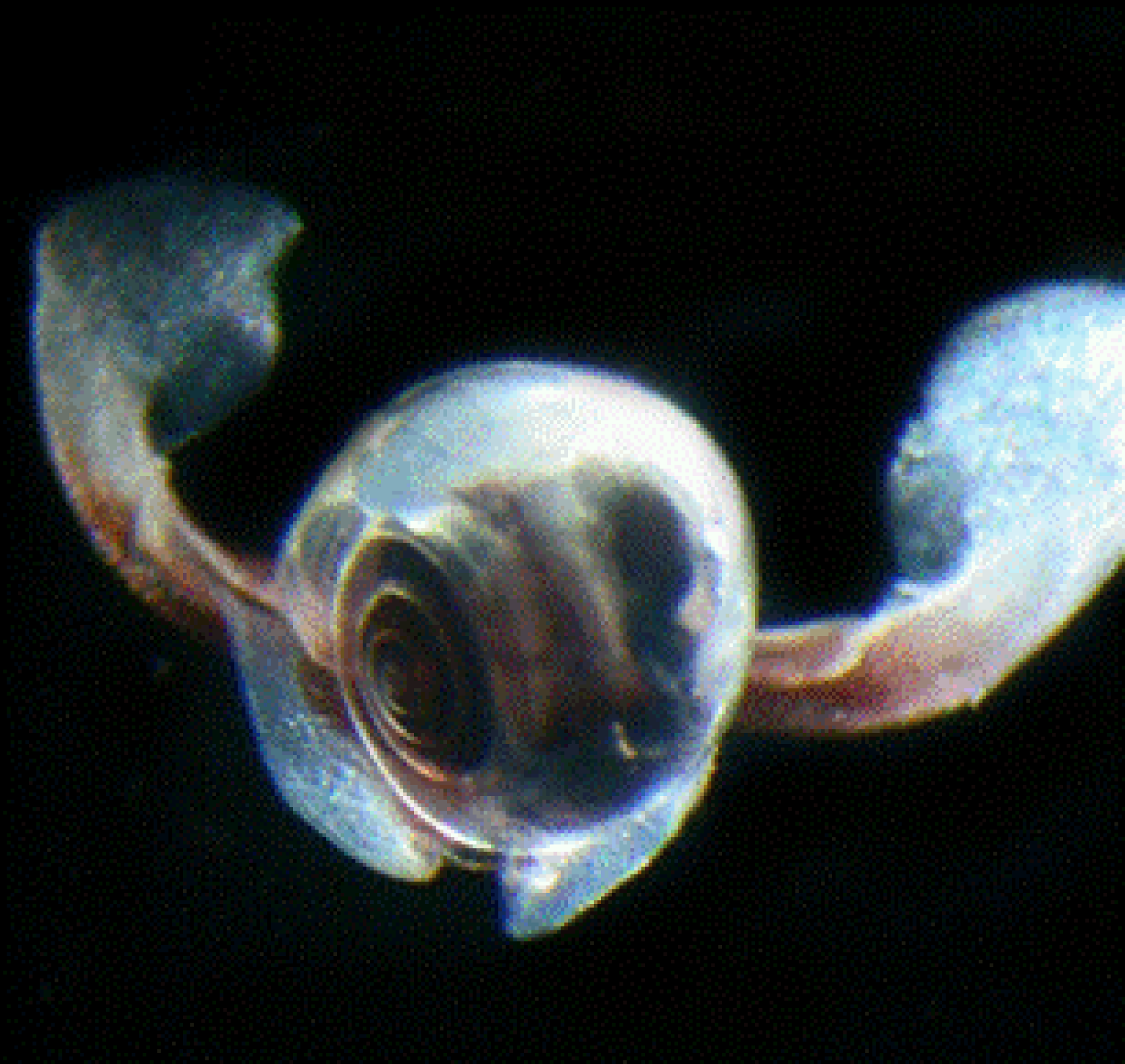
Limacina antarctica, un Thecosomata
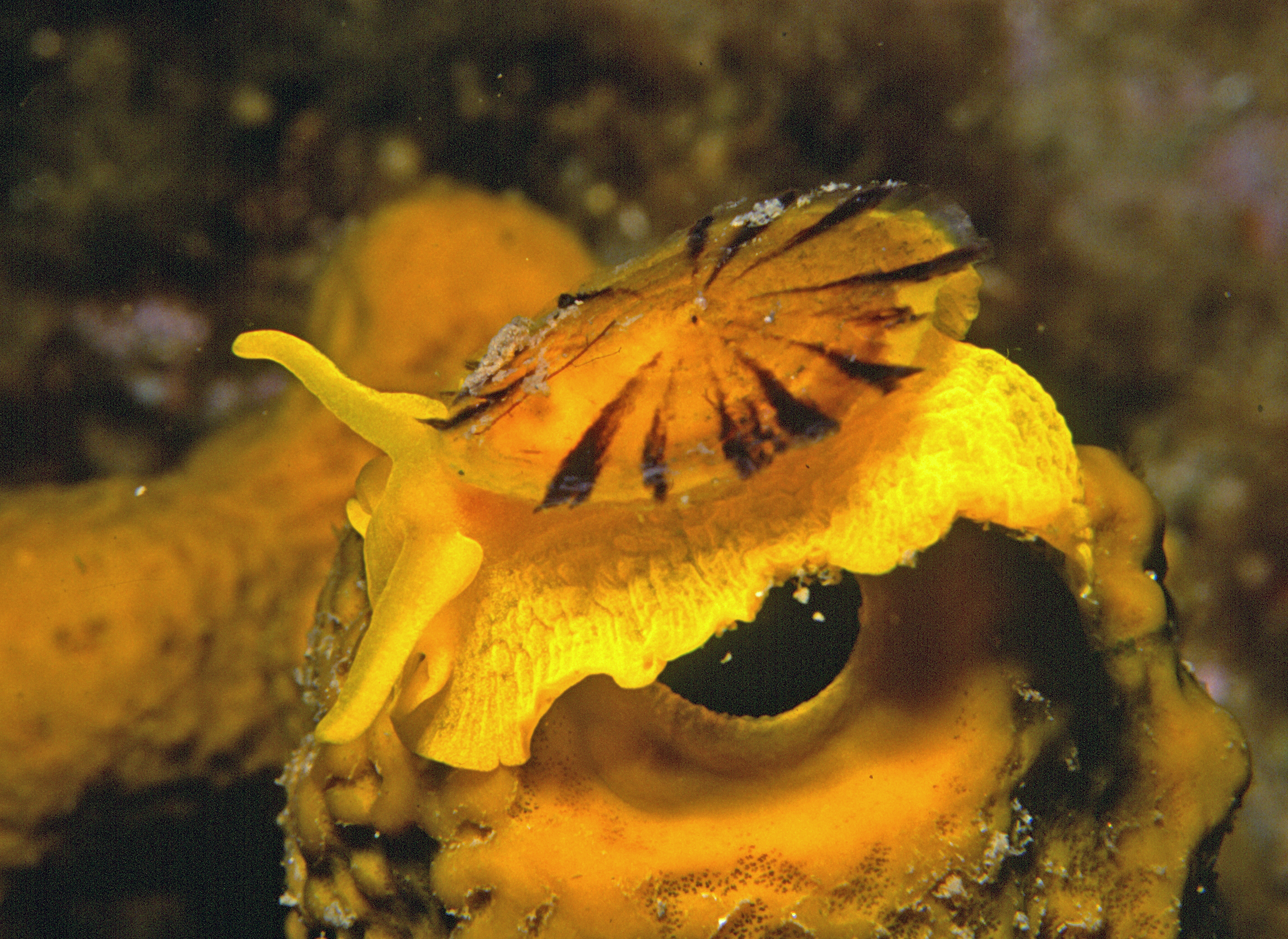
Tylodina perversa, un Umbraculida
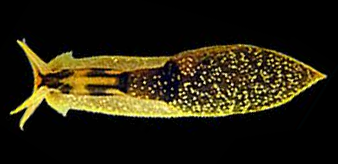
Acochlidium bayerfehlmanni, un Acochlidiacea
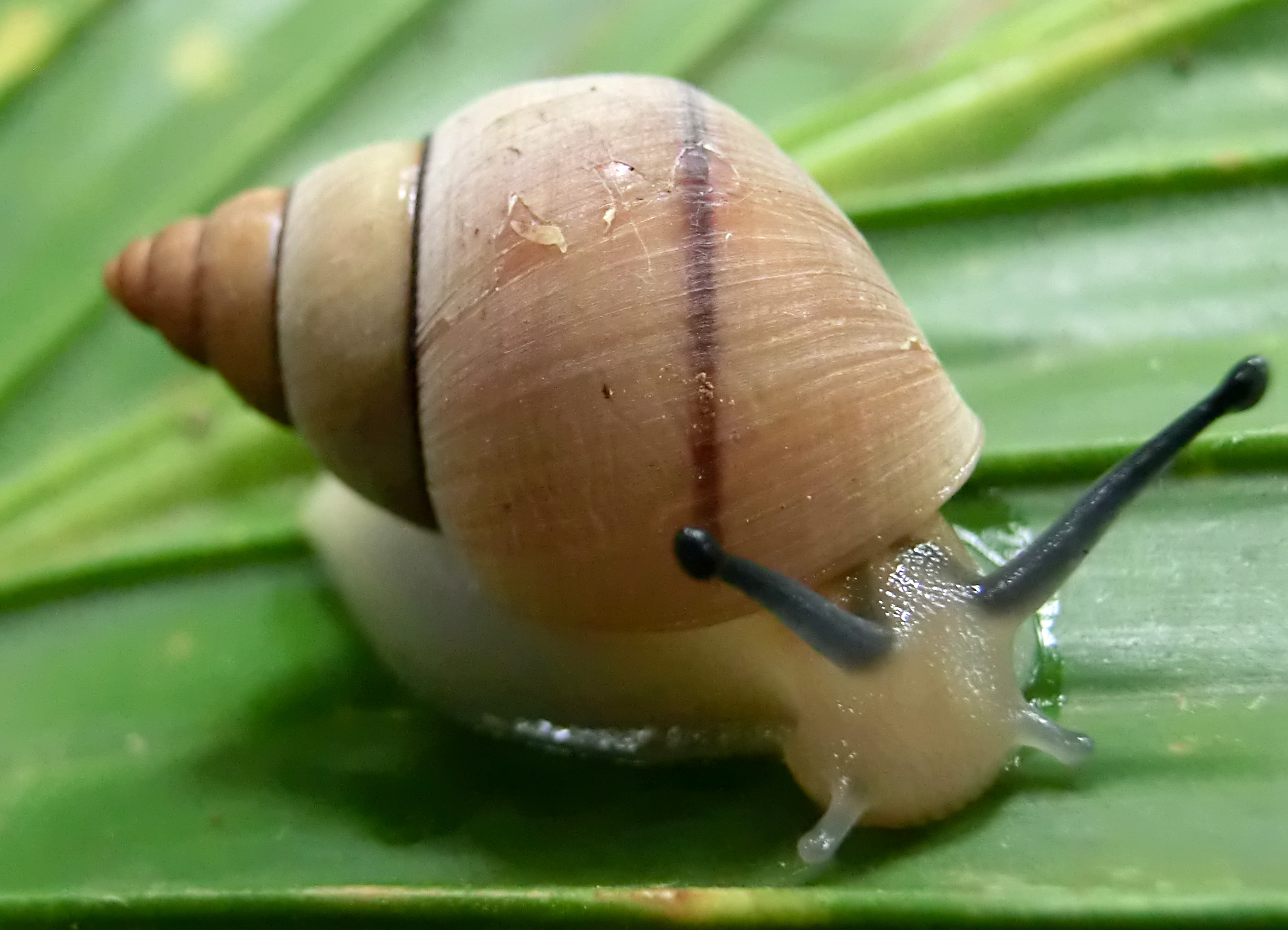
Pachnodus praslinus, un Stylommatophora
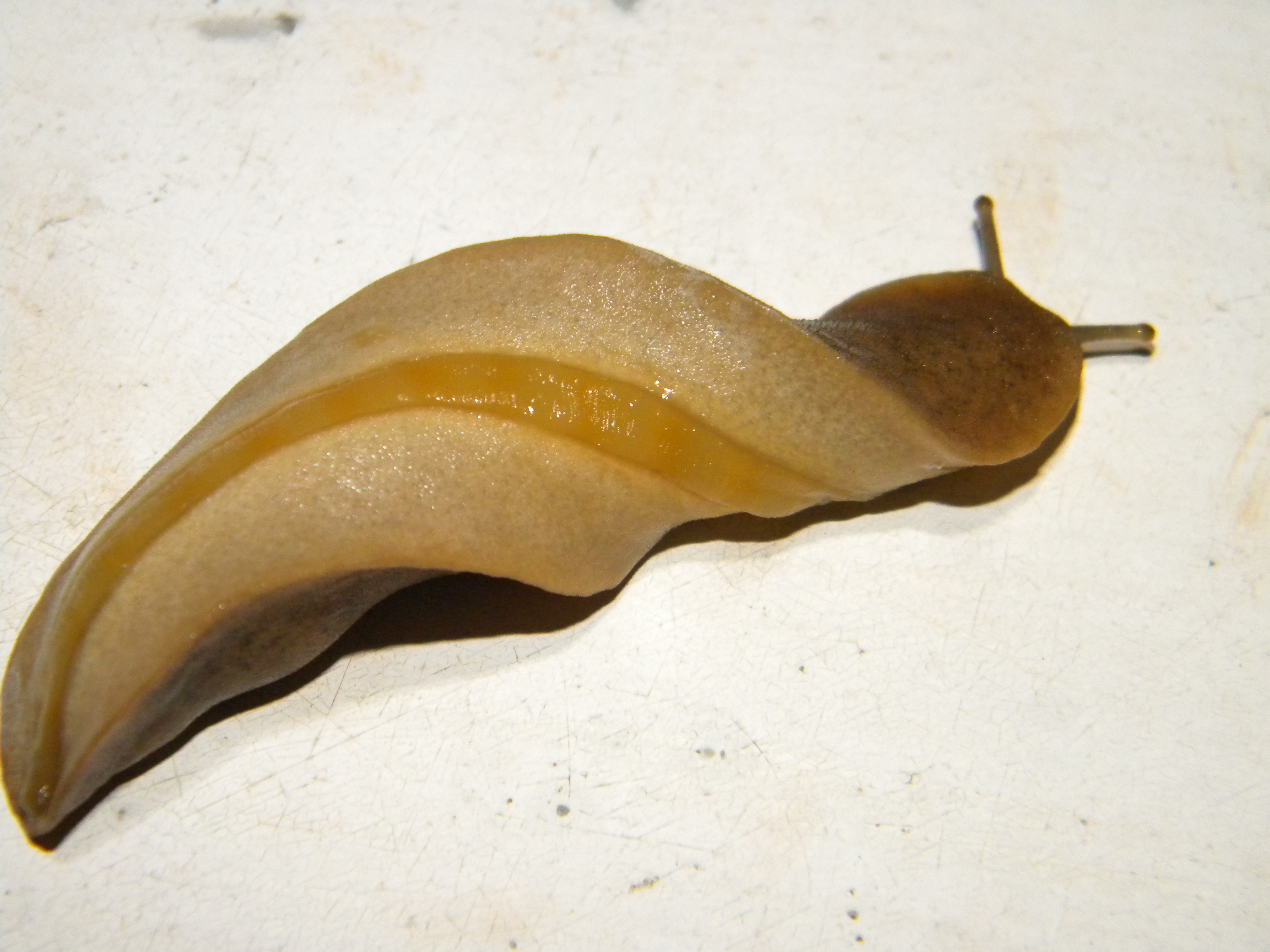
Sarasinula plebeia, un Systellommatophora
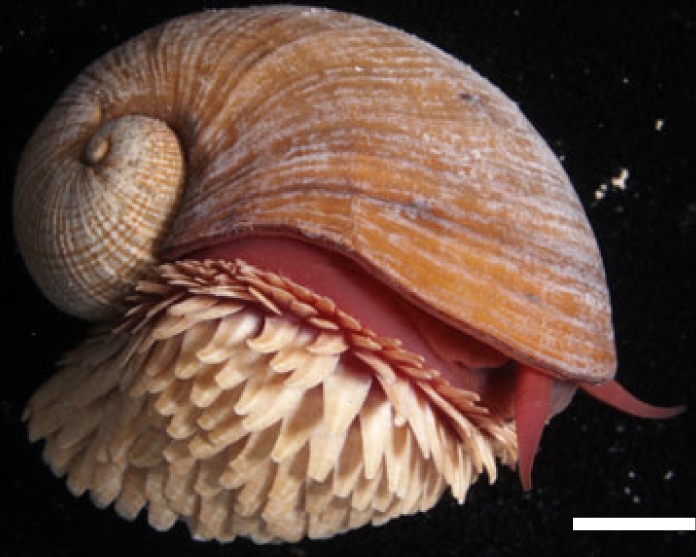
Crysomallon squamiferum, un Neomphaloidea
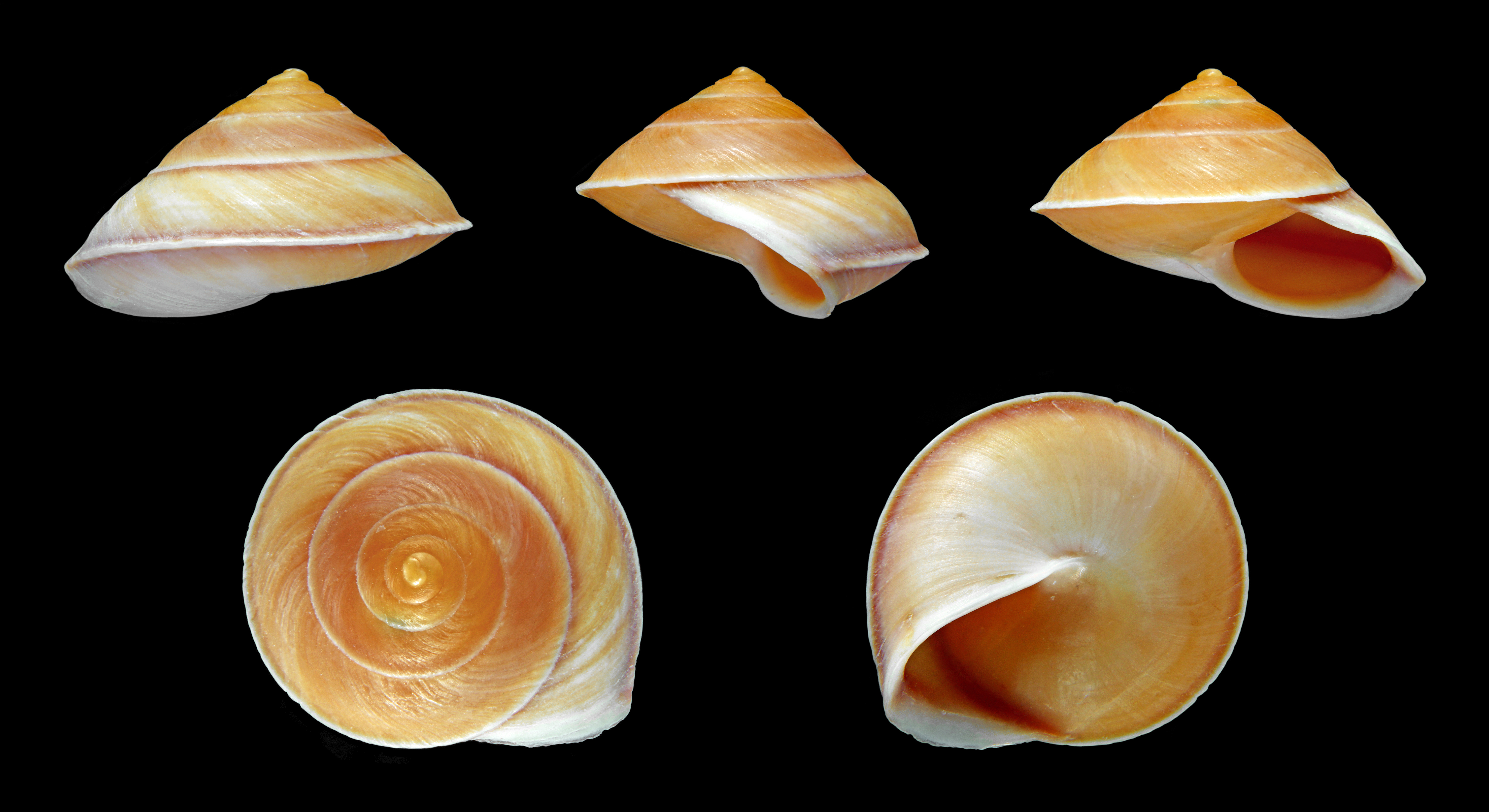
Geophorus agglutinans, un Neritomorpha
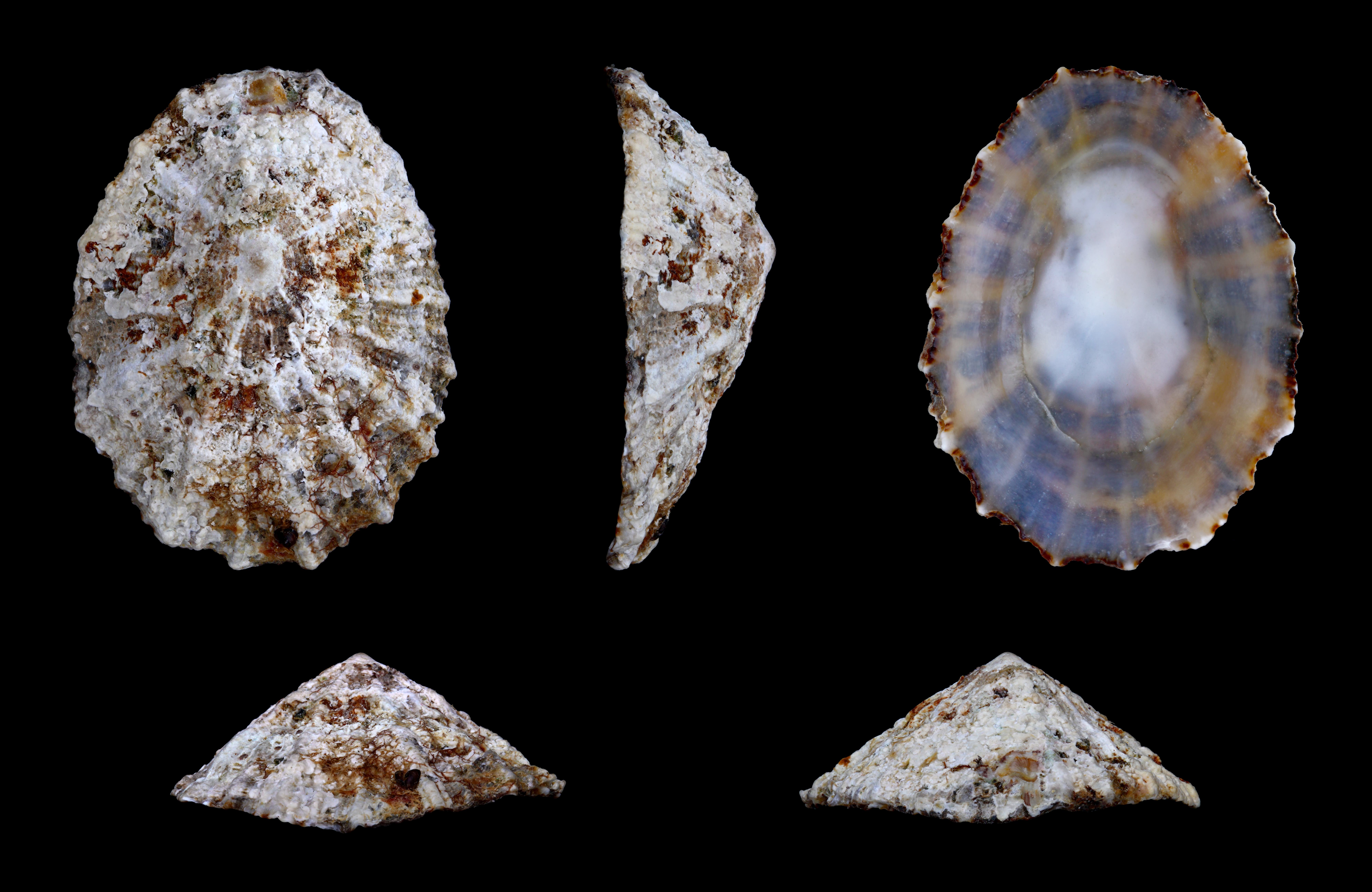
Patella caerulea, un Patellogastropoda
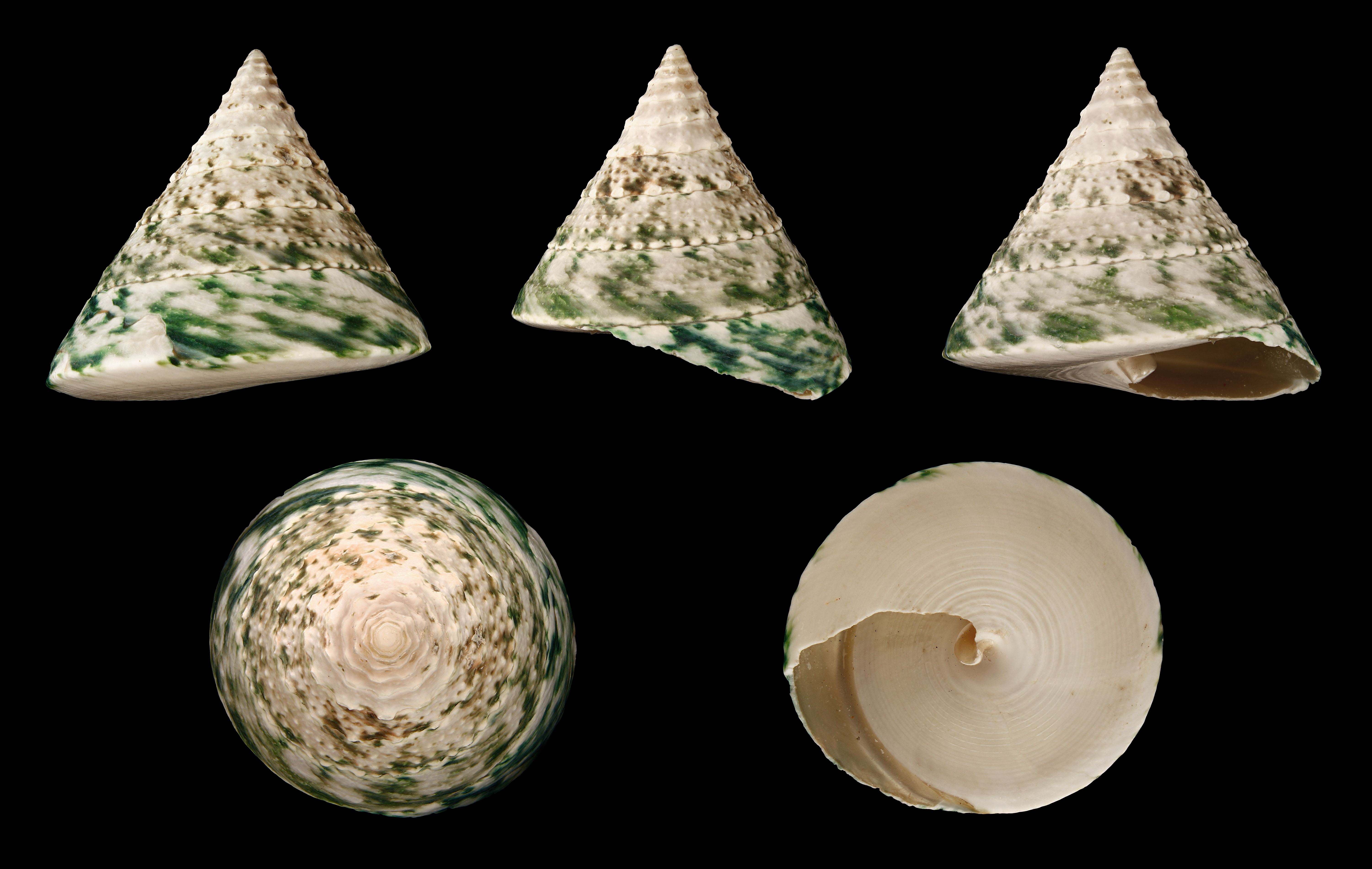
Tectus pyramis, un Trochida
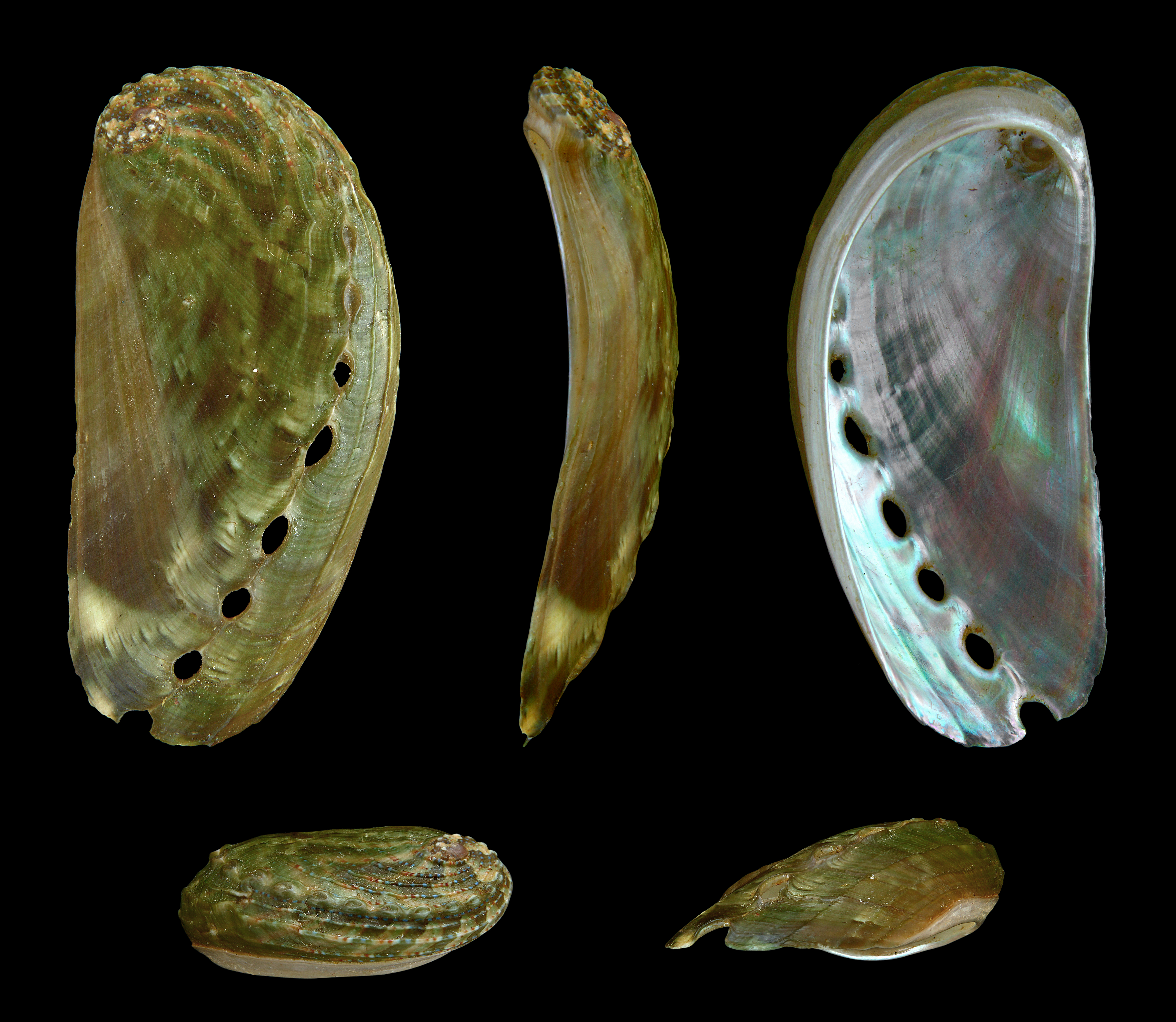
Haliotis asinina, un Vetigastropoda

### Publication originale
- [1795] Georges Cuvier, « Second mémoire sur l'organisation et les rapports des animaux à sang blanc, dans lequel on traite de la structure des Mollusques et de leur division en ordres, lu à la Société d'histoire naturelle de Paris, le 11 Prairial, an III », Magazin Encyclopédique, ou Journal des Sciences, des Lettres et des Arts, vol. 2,‎ 1795, p. 433-449.